# Natuurpark Hoces del Río Riaza

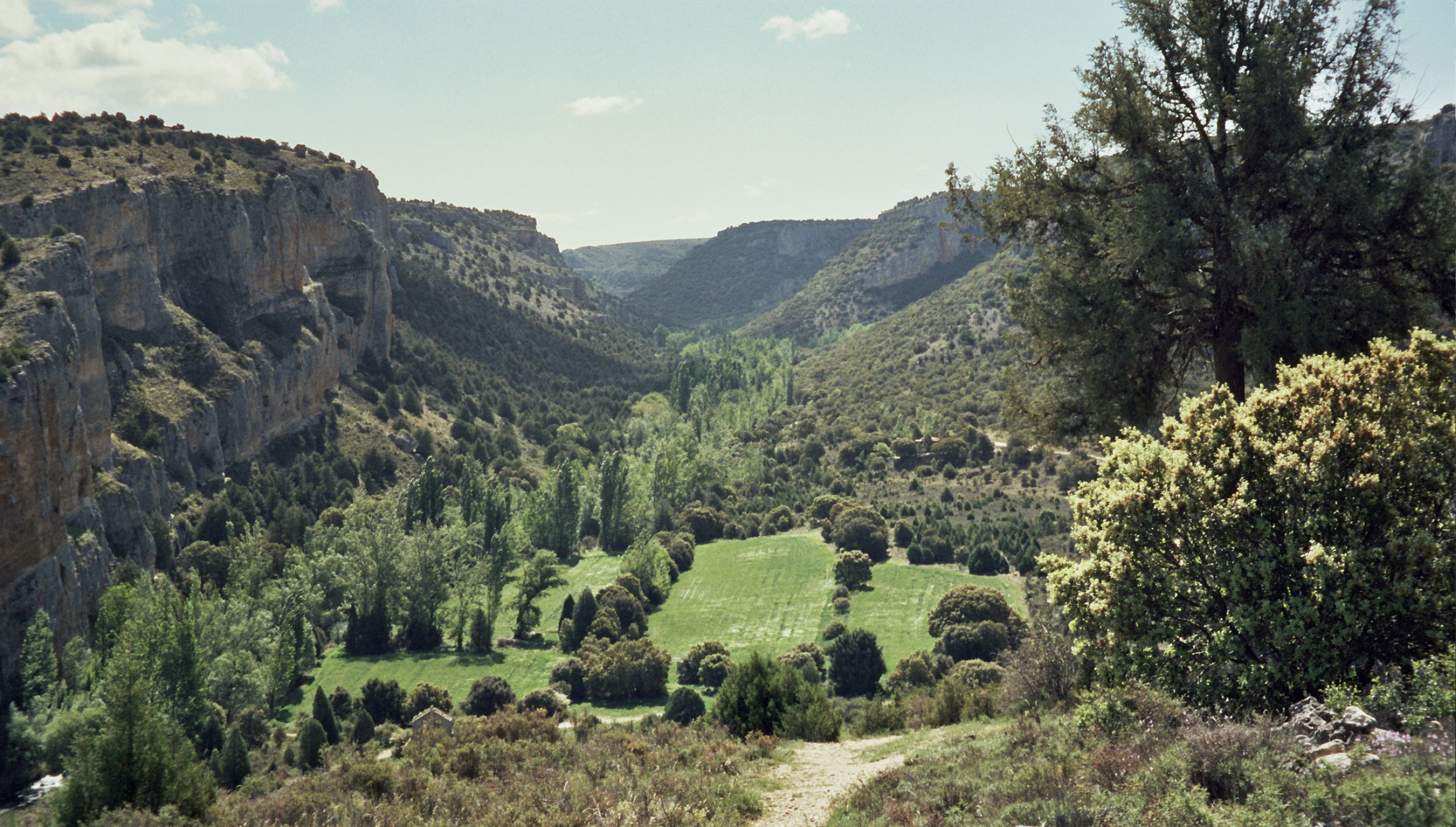

Het Natuurpark Hoces del Río Riaza (Spaans: Parque natural de las Hoces del Río Riaza) is een natuurpark in Castilië en León in Spanje. Het natuurpark werd opgericht in 1989 en is 5037 hectare groot. Het natuurpark omvat het kloofdal van de Riaza. In het park komen roofvogels voor zoals aasgier, vale gier, slangenarend en ook otter.